# Біатлон на зимових Олімпійських іграх 1992
Змагання з біатлону на зимових Олімпійських іграх 1992 року в Альбервілі проходили з 11 по 20 лютого. Було розіграно 6 комплектів нагород.
Це були перші Олімпійські ігри на яких розігрувались комплекти медалей у біатлоні серед жінок.

## Дисципліни (біатлонні)
| Чоловіки             | Жінки                |
| -------------------- | -------------------- |
| 10 км, Спринт        | 7,5 км, Спринт       |
| 20 км, Індивідуальна | 15 км, Індивідуальна |
| 4 × 7,5 км, Естафета | 3 × 7,5 км, Естафета |

## Медальний залік

### Таблиця
| Місце | Країна                  | Золото | Срібло | Бронза | Загалом |
| ----- | ----------------------- | ------ | ------ | ------ | ------- |
| 1     | Німеччина (GER)         | 3      | 4      | 0      | 7       |
| 2     | Об'єднана команда (EUN) | 2      | 2      | 2      | 6       |
| 3     | Франція (FRA)           | 1      | 0      | 0      | 0       |
| 4     | Швеція (SWE)            | 0      | 0      | 2      | 2       |
| 5     | Канада (CAN)            | 0      | 0      | 0      | 1       |
| 5     | Фінляндія (FIN)         | 0      | 0      | 0      | 1       |
| Усого | Усого                   | 6      | 6      | 6      | 18      |

### Чоловіки
| Гонка:                    | Золото:                                                           | Час       | Срібло:                                                                                   | Час       | Бронза:                                                                | Час       |
| Індивідуальна гонка 20 км | Євген Редькін · Об'єднана команда                                 | 57:25.3   | Марк Кірхнер · Німеччина                                                                  | 57:28.7   | Мікаель Лефгрен · Швеція                                               | 57:41.9   |
| Спринт 10 км              | Марк Кірхнер · Німеччина                                          | 26:02.3   | Рікко Гросс · Німеччина                                                                   | 26:18.0   | Гаррі Елоранта · Фінляндія                                             | 26:26.0   |
| Естафета                  | Німеччина (GER) Рікко Гросс Єнс Штайніген Марк Кірхнер Фріц Фішер | 1:24:43.5 | Об'єднана команда (EUN) Валерій Медведцев Олександр Попов Валерій Кирієнко Сергій Чепіков | 1:25:06.3 | Швеція (SWE) Ульф Йоганссон Лейф Андерссон Тор Вікстен Мікаель Лефгрен | 1:25:38.2 |

### Жінки
| Гонка:                    | Золото:                                               | Час       | Срібло:                                             | Час       | Бронза:                                                              | Час       |
| Індивідуальна гонка 15 км | Антьє Мізерскі · Німеччина                            | 51:47.2   | Світлана Печерська · Об'єднана команда              | 51:58.5   | Миріам Бедар · Канада                                                | 52:15.0   |
| Спринт 7,5 км             | Анфіса Рєзцова · Об'єднана команда                    | 24:29.2   | Антьє Мізерскі · Німеччина                          | 24:45.1   | Олена Бєлова · Об'єднана команда                                     | 24:51.0   |
| Естафета                  | Франція (FRA) Корінн Ніогре Веронік Клодель Анн Бріян | 1:15.55.6 | Німеччина (GER) Уші Дізль Антьє Мізерскі Петра Шааф | 1:16.18.4 | Об'єднана команда (EUN) Олена Бєлова Анфіса Рєзцова Олена Мельникова | 1:16.54.6 |